# Klaas Walta
Klaas Walta (Leeuwarden, 1948) is een Nederlands grafisch ontwerper, (reclame)tekenaar en illustrator.

## Leven en werk
Walta is een zoon van de Friese kunstenaar Meinte Walta (1920-2002). Hij leerde de beginselen van het vak bij zijn vader, in wiens atelier hij debuteerde als exposant. In 1972 namen zij samen deel aan de expositie Drie generaties Walta in het Kunstcentrum Prinsentuin in Leeuwarden, waar ook werk van zijn opa, de schilder Jaring Walta (1887-1971), werd getoond. 
Walta maakt onder meer tekeningen, pentekeningen en wandschilderingen. Begin jaren 70 maakte hij keramische gevelplastieken voor twee lagere scholen. Naast kunstenaar en vormgever was hij docent, hij behaalde de aktes tekenen en handvaardigheid.

## Galerij

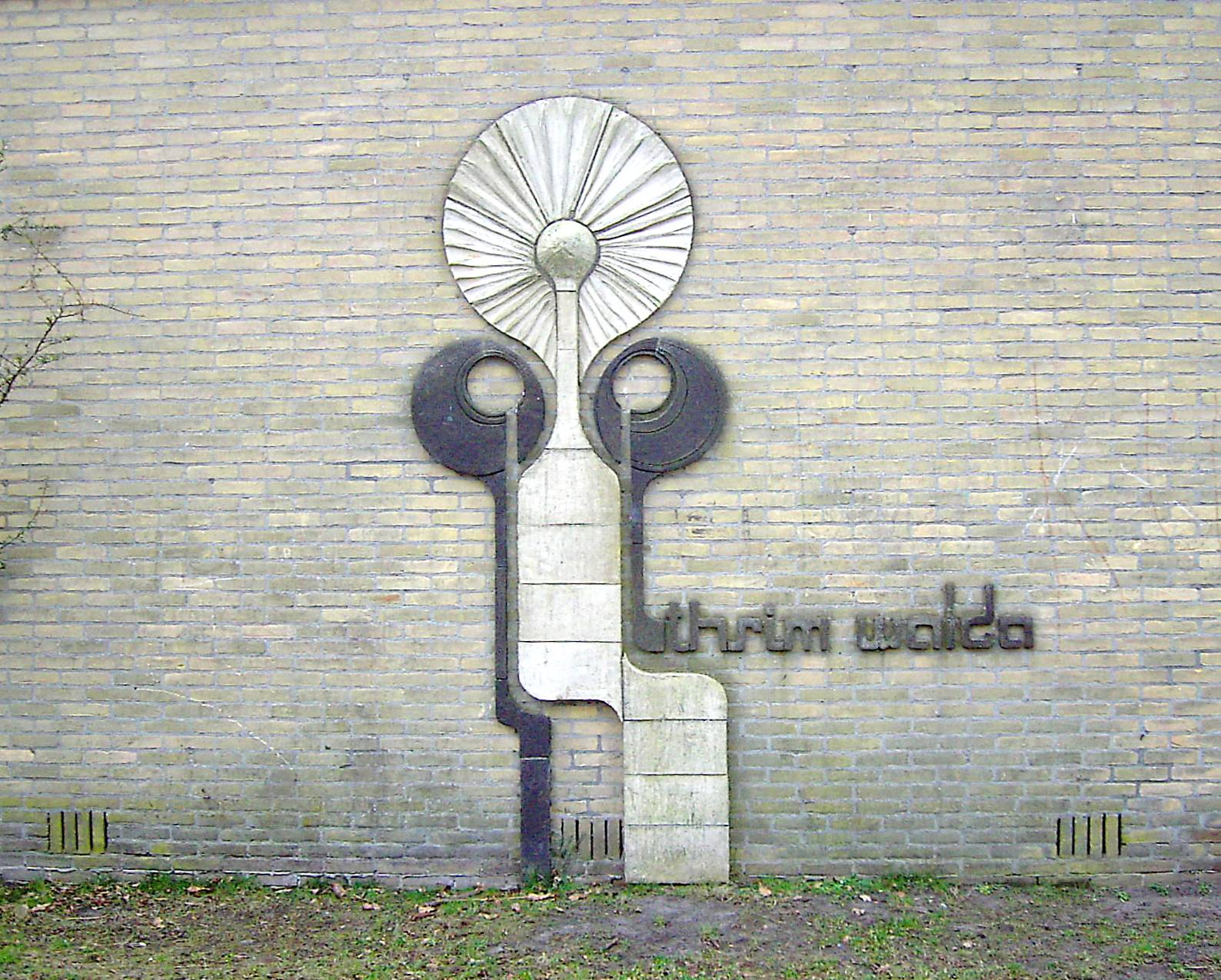
Thrimwalda (1972), O. Postmastrjitte 6, bij OBS Thrimwaldaskoalle, Giekerk
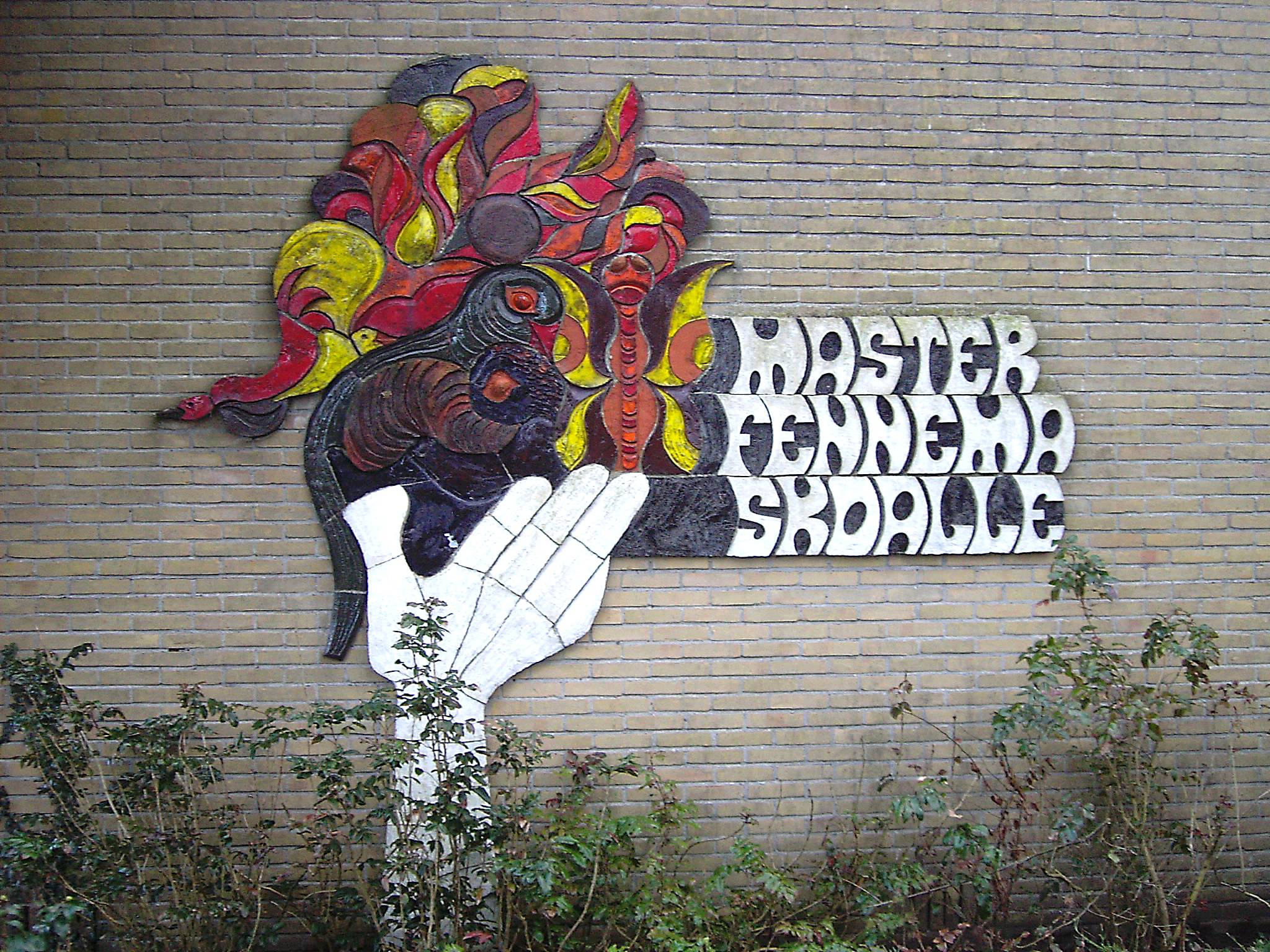
Levensboom (1973), Reidfjild 1, bij OBS Master Fennemaskoalle, Tietjerk